# Psychotria phanerandra
Psychotria phanerandra là một loài thực vật có hoa trong họ Thiến thảo. Loài này được (Standl. & Steyerm.) C.M.Taylor & Lorence miêu tả khoa học đầu tiên năm 1992.